# Young and Crazy
Young and Crazy è il primo album dei Tigertailz, uscito il 2 novembre 1987 per l'etichetta discografica Music for Nations.

## Tracce
1. Hollywood Killer
2. Star Attraction
3. Ballerina
4. Livin' Without You
5. Shameless
6. City Kidz
7. Shoot to Kill
8. Turn Me On
9. She'z Too Hot
10. Young and Crazy
11. Fall in Love Again

## Formazione
- Steevi Jaimz - voce
- Jay Pepper - chitarra
- Pepsi Tate - basso
- Ace Finchum - batteria